# Bruidge mac Nath Í
Bruidge mac Nath Í (mort en 579) est un souverain des Uí Failghe, un peuple du Laigin dans l'actuel Comté d'Offaly.

## Contexte
Bruidge est le petit-fils de Failge Berraide, l'ancêtre éponyme de la dynastie. 
Il est mentionné dans la Liste de Rois du Livre de Leinster  de manière erronée sous le nom de Bruidgi mac Cathair. Il est également cité dans un poème des généalogies avec le fort royal de Rathangan, dans l'actuel comté de Kildare. Les Annales relèvent sa mort  en
579 dans le contexte d'un conflit les  Ui Neill

## Sources
- (en) Gearóid Mac Niocaill, Ireland before Vikings, Dublin, Gill & Macmillan, 1972, p. 93
- (en) Francis John Byrne, Irish Kings and High-Kings, Dublin, Courts Press History Classics, 2001 (ISBN 1-85182-196-1).
- (en) Dáibhí Ó Cróinín, A New History of Ireland, Volume I, Oxford, Oxford University Press, 2005, 1219 p. (ISBN 978-0-19-922665-8)